# Commodore International
Commodore International bila je kanadsko/američka tvrtka koja se bavila proizvodnjom pisaćih strojeva, elektroničkih aparata i osobnih računala. Tijekom svoga postojanja između 1954. i 1994. ona postaje svjetskim poznata zahvaljujući svojim osobnim računalima VIC-20, C-64 i Amiga.

## Pred-računalno doba
Nakon potpisivanja ugovora s Čehoslavačkom tvrtkom o proizvodnji pisaćih strojeva na njihovom dizajnu Jack Tramiel 1954. osniva u Torontu (Kanada) tvrtku imena Commodore International. Po njegovim riječima iz prosinca 2007. prvobitno je tvrtku htio nazvati General, ali je izbor pao na Commodore kada je vidio automobil Opel Commodore
Bez obzira na početno uspješno poslovanje, Commodore se već krajem pedesetih našao u neprilici zbog nemogućnosti natjecanja s jeftinom japanskom proizvodnjom ovih uređaja. Kako bi se spriječio mogući bankrot, tvrtka se preorijentirala na proizvodnju blagajni za dućane, prodajne centre i sl. Nakon nekoliko godina "normalnog" poslovanja, Commodore se, polovicom šezdesetih, našao u centru oluje. S jedne strane, japanske tvrtke sada su počele proizvoditi blagajne, a s druge strane sama tvrtka Commodore International našla se u centru kanadskog financijskog skandala. Ti problemi riješeni su 1966. kada Jack Gould kupuje udio u tvrtci, naređuje prestanak proizvodnje trgovačkih blagajni te premješta tvrtku u SAD. Zahvaljujući tako primljenoj "financijskoj injekciji" Commodore izbjegava bankrot i počinje proizvodnju kalkulatora. Ovaj put dobro vrijeme za kompaniju će trajati čak 5 godina tako da se novi financijski problemi javljaju "tek" 1973./4., kada se pod ponovnim pritiskom japanskih kompanija i američke kompanije Texas Instruments, tvrtka našla na rubu bankrota od kojega će ga ponovno spasiti Gould koji tada postaje većinski vlasnik tvrtke.

## PET
Koristeći višak novca dobiven od Goulda za spas kompanije, Jack Tramiel 1976. počinje kupovati tvrtke koje proizvode dijelove za kalkulatore. Cilj kupnji bila je izgradnja Commodore Internationala kao tvrtke koja posjeduje cjelokupnu proizvodnu liniju i ne ovisi o drugim kompanijama, čime bi smanjio cijenu konačnog proizvoda. Najvažnija od svih akvizicija bila je kupnja MOS technology, koja je proizvodila procesor MOS 6502 i računalo KIM-1. Zajedno s ovom kupovinom Jack Tramiel od Microsofta jednokratnom uplatom kupuje operativni sustav kojega će, zauvijek besplatno, moći koristiti Commodore International. Microsoft nakon ovog posla neće više nikada sklapati slične ugovore. Sljedeće 1977. Commodore počinje s prodajom svog prvog računala imena PET. Najavljene cijena ovog računala od 495 $ bila je pravi šok za druge računalne proizvođače koji prodaju svoje proizvode po 2500 $. Prvobitna Tramielova namjera bila je privući kupce s PET-om, a zatim im prodati kalkulatore, međutim kako su svi tražili to računalo došlo je do promjena i pojave novih financijskih problema. Bez obzira na posjedovanje proizvoda koji svi žele, Commodore se nalazi pred bankrotom i nema novca za njegovu proizvodnju. Kao izlaz, Commodore počinje tražiti plaćanje 2 mjeseca unaprijed, čak i od trgovaca koji će ga prodavati. Plan na kraju plan uspijeva, ali potražnja za novcem stvorila je zanimljivu situaciju. PET se prodavao u SAD po cijeni od 795 $ dok je u Velikoj Britaniji cijena postavljena na 1295 $. Kako je računala bilo isplativije prodavati na istočnoj obali Atlantika, Commodore će svoju prodaju preusmjeriti ondje i time izgubiti prvu priliku za osvajanje američkog tržišta.

## Jack Tramiel
Nakon proučavanja načina rada japanskih kompanija Jack Tramiel koji od 1975. vrši samo dužnost direktora (prepustio je sav vlasnički udjel Gould-u) stvara novu viziju kompanije i njenog načina rada. Kako bi se smanjila cijena finalnog proizvoda i dobila potpuna nezavisnost kompanije od stanja na svjetskom tržištu, Tramiel donosi odluku o proizvodnji svih dijelova budućih proizvoda u pogonima Commodore. Drugi dio njegove vizije bila je minimalna cijena proizvoda s ciljem potkapanja konkurencije i osvajanja tržišta masovnom proizvodnjom. Dok se prvi dio poslovne vizije pokazao uspješnim, drugi dio vizije stvorit će velike probleme kompaniji, pogotovo nakon njegovog napuštanja kompanije. Kako bi povećao prodaju svojih računala Commodore VIC-20 i Commodore 64, Tramiel sklapa poslovne dogovore sa specijaliziranim prodavaonicama. Nedugo zatim, on će  "zaboraviti" na te dogovore sklapanjem sporazuma o prodaji s trgovačkim lancima. Zbog toga su specijalizirane trgovine "zaglavile" s kompjuterima Vic 20 s cijenama od 299 $, dok se istovremeno prodavao za 199 $ u trgovačkim centrima. Zbog te poslovne politike Commodore neće razviti prodajnu mrežu kojom bi mogao prodavati Amiga računala u drugoj polovici osamdesetih godina. Također, Tramiel je pri upravljanju kompanijom koja proizvodi računala, nije prepoznao nužnost ulaganja u razvoj tehnologija pa, primjerice MOS Technology (koji je kupio Commodore) neće nikada izdati 16 bitni procesor iako je za to imao projekt  još iz 1978. Bez obzira na nedostatke svojim je poletom uspio motivirati inženjere Commodore-a da naprave najbolje moguće proizvode s tehnologijom koju posjeduju. 
Na kraju Tramielovog upravljanja kompanijom Commodore ostvaruje kvartalnu dobit od 136 milijuna dolara i ulazi na Forbes 400. Godinu dana kasnije kompanija već posluje s gubitkom.

## Vrijeme slave
Četiri godine nakon uspjeha s PET računalom Commodore izbacuje Commodore VIC-20. Ovo danas zaboravljeno računalo bilo je prvo prodano u više od milijun primjeraka. Između 1981. i 1985. prodano je ukupno 2,5 milijuna primjeraka. Više je razloga za ovaj uspjeh, od niske cijene (299 $) preko angažiranja "zaboravljenog" glumca (William Shatner) koji se vratio na staze uspjeha 1982., do ideje da Commodore sam proizvodi "software" za svoja računala. Još veći uspjeh bit će izdavanje računala Commodore 64 1982., prodan u 22 milijuna primjeraka, koristeći sličan recept od prethodnika (reklame, cijena, softver). U američkom ratu cijena proizvođača računala, Commodore International postat će pobjednik 1983. Bez obzira na taj uspjeh već tijekom siječnja 1984. Gould otpušta Jacka Tramiela. Razlozi za smjenu direktora u trenutku njegovog najvećeg uspjeha nikada nisu razjašnjeni.

## Tramielov duh
Iako je bio otpušten kompanija sljedeće dvije godine nastavlja poslovati na njegovim idejama. Prva od njih je bila proizvodnja novog jeftinog računala slabijeg od C-64. Ta ideja ostvarena je 1984. kad Commodore počinje prodavati računalo C-16 po cijeni od 99 $. Njegov jači model bio je C-116, a računalo Commodore Plus/4 s poslovnim aplikacijama trebao je zauzeti dio poslovnog tržišta. Na kraju su sva 3 računala bila debakl, jer Commodore nije pokrenuo marketinšku kampanju, niti su bili kompatibilni s C-64. Korisnici Commodore Plus/4 pogrdno su ga nazivali Commodore Minus/60, kao odgovor na C-64. Gotovo istovremeno s tim događajima kompanija prima vijest da Tramiel s kompanijom Atari, koju je preuzeo namjerava kupiti projekt za gradnju Amiga računala. Commodore International, koji tada posjeduje veću količinu novca, preuzima taj projekt i 1985. izdaje računalo Amiga 1000 koja će uskoro početi tržišnu borbu s Atari računalima.

## C-128iAmiga 1000
Zbog neuspjeha s računalima izdanima 1984. Commodore počinje osluškivati zahtjeve kupaca koji su se odnosili samo na jednu stvar. Korisnici su htjeli računalo kompatibilno s C-64, stoga je stvoren Commodore 128. Na njemu su se mogle igrati sve igre od Commodore 64, a istovremeno je imao dvostruko više memorije i veću brzinu procesora. Zbog prvobitnog uspjeha uprava kompanije naredila je prestanak proizvodnje njegovog prethodnika što je ubrzo dovelo do bunta kupaca i računalnih trgovina nakon čega je bila opozvana. Ukupno je proizvedeno 2 milijuna primjeraka ovog računala.
Uz taj, Commodore 1985. radio i na potpuno novom računalu. S obzirom na činjenicu da je kompanija imala određena prava na 16 bitni procesor 65816 jer je nastao iz njenog 6502, odluka da se odabere Motorola 68000 za ovo novo računalo bila je iznenađenje. Bez obzira na sve dobre osobine Amige 1000 ona će postati tržišni neuspjeh. Razlog se prije svega nalazio u cijeni od 1 300 $ (1 000 $ više od C-64) i potpunom nedostatku marketinga. Oni "sretnici" koji su kupili ovo računalo nisu imali gotovo nikakve programe, a zbog grešaka s ROM-om Commodore ga nije ugrađivao u računalo, već se morao učitavati s diskete. Sve te negativne promjene posljedica su nove poslovne politike koja je marketing smatrala bacanjem novca i uvjerenja da ozbiljne kompanije ne proizvode softver. Bez obzira na nedostatke poslovne politike Amiga 1000 će ipak dobiti priznanje kao prvo multimedijalno računalo i kao jedno od najvažnijih računala ikada napravljenih za razvoj računarstva   Arhivirana inačica izvorne stranice od 28. kolovoza 2006. (Wayback Machine)

## Amigadoba
Otpustivši Tramiela, Gould preuzima upravljanje kompanijom. Tijekom ovog razdoblja Commodore u svega 12 mjeseci od uspjeha dolazi na rub propasti s dugom od 170 milijuna američkih dolara. Shvativši situaciju, na položaj direktora Gould postavlja Rattigana.  Kako bi spasio tvrtku on otpušta 45% radnika i okončava proizvodnju računala Commodore PET i Commodore VIC-20. Bez obzira na uspjeh ove konsolidacije Gould otpušta Rattigana zbog čega će se naći na sudu i izgubiti. Posljednji proizvod Rattiganove ere je bila Amiga 500 kao jeftinija verzija neuspješne Amiga 1000. Sljedeće dvije godine kompanija životari na uspjehu od Commodore 64 čija je proizvodna cijena 35 $, a prodajna 199 $. Amiga je, bez obzira na svoju nadmoć prema računalima u istom cjenovnom razredu, zapravo neuspjeh zbog potpunog izostanka marketinške kampanje. U ljeto 1989. izlaskom na tržište SAD-a postiže tek osrednji uspjeh, međutim u Njemačkoj i Velikoj Britaniji prihvaćenost je bila mnogo bolja zbog decentralizacije kompanije, koja je omogućavala poslovnicama da rade s velikom dozom samostalnosti. Ta 1989. ostaje posljednja uspješna godina Commodore kompanije, koja nakon toga ulazi u period niza neuspjeha.

## Propast
Prvi od katastrofalnih poteza Commodore kompanije na putu u propast bio je Commodore 64GS lansiran na tržište u kolovozu 1990. Pokazalo se da je uprava krivo procijenila potrebe potrošača kojima je na tržištu na raspolaganju bila 16-bitna konzola (Sega Mega Drive, Super Nintendo Entertainment System), naspram 8-bitne konzole koju je ponudio Commodore što se pokazalo kao financijski promašaj. Od približno 75 000 proizvedenih konzola prodano je svega 25% što i nije loš rezultat uzimajući u obzir nedostatak marketinške kampanje. 
Drugi očekivani promašaj postaje računalo Commodore 65 čiju je proizvodnju zaustavljao Gould prije nego što je uopće ušlo u prodaju. Ta dva promašaja stajala su posla tadašnjeg direktora Harolda Coppermana. U dvije godine rukovodstva, jedina dobra odluka bila mu je priprema za proizvodnju Amige 1200. Novi direktor Mehdi Ali odmah zaustavlja taj potencijalno uspješni projekt i počinje forsirati proizvode koji kao osnovu imaju Amiga 500 računalo. Ti novi i neuspješni proizvodni iz 1991./92. su Amiga CDTV, Amiga 500+, Amiga 2200 i Amiga 600. Dok Amigu 2200 nije htio prodavati, Amiga 600 bila je osmišljena kako bi za 50 $ pojeftinila proizvodnja od Amiga 500, međutim u konačnici je Amiga 600 stajala 50 $ više od Amige 500. 
Na kraju Mehdi se vraća na projekt Amiga 1200, kojega je blokirao godinu dana ranije te zbog bliskog prijateljstva s glavnim dioničarem Gouldom izbjegava otpuštanje. U božićnoj sezoni 1993. Amiga 1200 postiže veliki uspjeh, ali za proizvodnju njenog chipseta Commodore-u ponestaje novca. Iz tog razloga trgovine su bile pune Amiga 600 koje nitko nije želio, ali bez Amiga 1200 koju su svi željeli. U jesen 1993. Commodore je već u periodu propadanja. Izlazak igraće konzole Amiga CD32 u rujnu 1993. predstavlja posljednji pokušaj spasa kompanije. Prema računici njegovih ekonomista, Commodore će prodajom 400 000 primjeraka Amiga CD32 opstati na tržištu. Međutim, posjedovao je kapital za proizvodnju nešto više od 125 000 primjeraka, a potrošači su htjeli kupiti 250 000. Bez obzira na probleme u kompaniji te nedostatke kapitala potrebnog za marketing i proizvodnju, direktor i glavni dioničar dobivaju povišicu od milijun, odnosno 3,5 milijuna $.
29. travnja 1994. kompanija Commodore je proglasila bankrot. A po mišljenju djelatnika kompanije, najodgovorniji za bankrot je njen posljednji direktor Mehdi Alija.

## Proizvodi

### Uredski proizvodi
- pisaći strojevi
- računski strojevi

### Računala

#### 8-bitna
- Commodore PET/CBM
- Commodore VIC-20
- Commodore CBM-II
- Commodore 64
- Commodore SX-64 - prijenosno računalo
- Commodore 16
- Commodore Plus/4
- Commodore LCD
- Commodore 128
- Commodore 65

#### 16/32-bit
- Commodore 900
- Commodore Amiga - porodica računala
- IBM PC klonovi - Commodore Colt, PC1, PC10, PC20, PC30, PC40, ..., 486SX-LTC

### Konzole
- Commodore 64GS
- Amiga CDTV
- Amiga CD32